# 1770 у літературі

## Книги
- «Система природи» — праця французького філософа Поля-Анрі Гольбаха.

## Народились
- 20 березня — Фрідріх Гельдерлін, німецький поет.
- 7 квітня — Вільям Вордсворт, англійський поет.

## Померли
- 24 серпня — Томас Чаттертон, англійський поет.
- 1 вересня — Ганна Гласс, англійська кулінарна письменниця.
- 30 вересня — Джордж Вайтфільд, англійський проповідник.